# 北京新闻广播
北京新闻广播源自1949年2月2日开播的北平新华广播电台第二套节目，1993年3月1日改为北京新闻广播，使用AM828、FM94.5覆盖北京及周边地区。

## 主要节目
- 北京新闻
- 夹叙夹议
- 北京的声音
- 档案
- 笑谈古今
- 话里话外
- 主播的朋友圈
- 乡村振兴风景线
- 大城小事
- 整点快报
- 歌飞扬
- 话说天下
- 最爱听
- 理想生活家
- 家有好少年
- 一笑堂
- 周末赛场
- 新闻2024（新闻20XX）
- 主播在线
- 编辑部的故事
- 新闻天天谈
- 照亮新闻深处
- 新闻晨报
- 新闻热线

## 播出频率
- AM828 FM94.5（2021年2月1日及之前使用FM100.6频率，其后FM100.6改为京津冀之声）